# Erich Großkopf

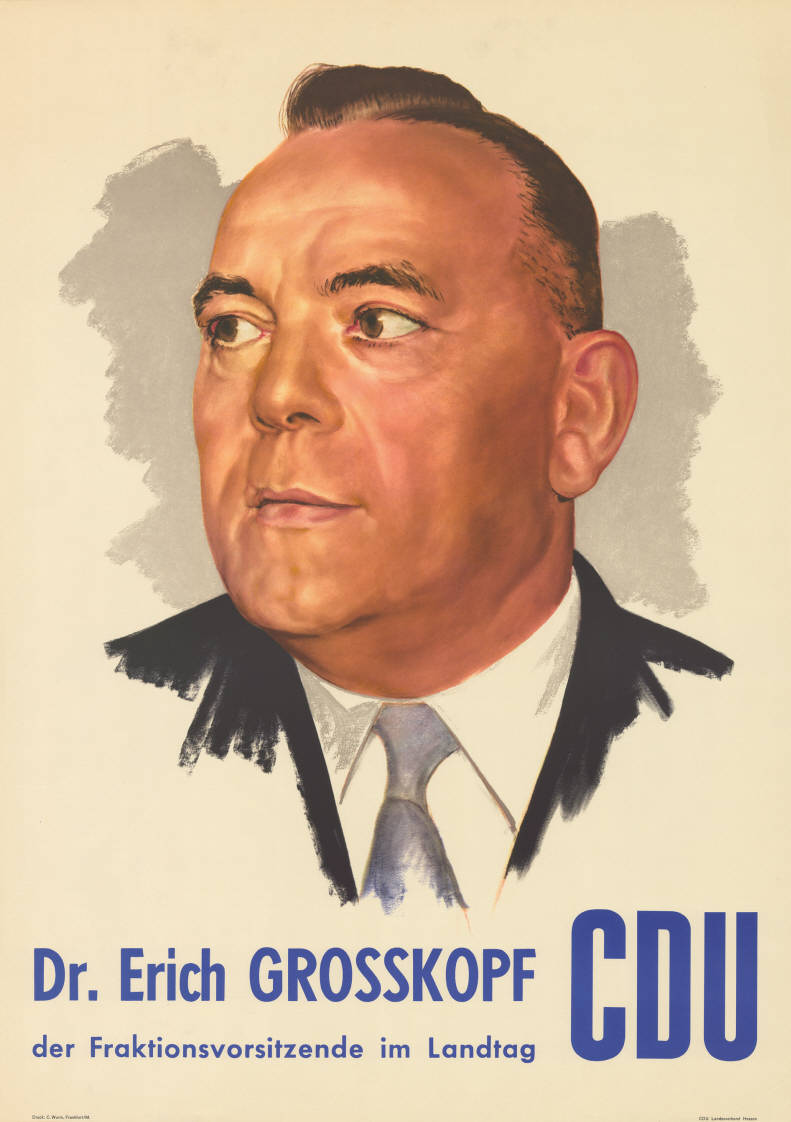
Erich Großkopf auf einem Wahlplakat zur hessischen Landtagswahl 1958

Erich Großkopf (* 1. Dezember 1903 in Siegen; † 31. Juli 1977 in Herborn) war ein deutscher Volkswirt und Politiker (CDU).

## Leben und Beruf
Der Sohn des Drogisten Hermann Großkopf besuchte für drei Jahre die Städtische Knabenschule und wechselte im Anschluss an das Realgymnasium in Siegen, an dem er 1922 das Abitur ablegte. Im Anschluss nahm er ein Studium der Staatswissenschaften, Rechtswissenschaft und Philosophie an den Universitäten in Tübingen, Bonn und Gießen auf, das er 1925 mit der Prüfung zum Diplom-Volkswirt abschloss. 1926 wurde er mit dem Thema Das Gesetz der komparativen Kosten in der Entwicklung der Theorie vom auswärtigen Handel zum Dr. rer. pol. promoviert. Während seines Studiums schloss er sich der Burschenschaft Rheno-Germania Bonn im Schwarzburgbund an.
Großkopf arbeitete zunächst als Angestellter in der Industrie und war von 1928 bis 1935 als Steuerberater und Syndikus bei Mittelstandsverbänden tätig. 1936 ließ er sich als freiberuflicher Steuerberater und Bücherrevisor in Herborn nieder. 1945 wurde er als Buchprüfer vereidigt. Ehrenamtlich fungierte er als Vizepräsident der Industrie- und Handelskammer Dillenburg.

## Politische Laufbahn
Großkopf war von 1929 bis 1934 Stadtverordneter in Herborn.
Nach dem Zweiten Weltkrieg zählte er zu den Gründungsmitgliedern der CDU Hessen. Von 1949 bis 1971 war er Vorsitzender des CDU-Kreisverbandes Dillenburg. Von 1946 bis zu seinem Tod gehörte er erneut der Herborner Stadtverordnetenversammlung an. Des Weiteren war er Mitglied im Kreistag des Dillkreises.
Großkopf war 1946 Mitglied der Verfassungberatenden Landesversammlung von Groß-Hessen und wurde im gleichen Jahr in den ersten Hessischen Landtag gewählt. Von 1949 bis 1952 sowie von 1966 bis 1970 war er stellvertretender Vorsitzender und von 1952 bis 1966 Vorsitzender der CDU-Landtagsfraktion. Von 1966 bis 1970 amtierte er zudem als Vizepräsident des Landtags. 1970 schied er aus dem Landtag aus. Der Hessische Landtag wählte Großkopf in den Jahren 1949, 1954 und 1969 in die Bundesversammlung zur Wahl des Bundespräsidenten der Bundesrepublik Deutschland.

## Ehrungen und Auszeichnungen
Großkopf wurde 1963 die Freiherr-vom-Stein-Plakette und 1968 die Wilhelm-Leuschner-Medaille des Landes Hessen verliehen. Vom Bundespräsidenten erhielt er 1963 das Große Verdienstkreuz mit Stern des Verdienstordens der Bundesrepublik Deutschland. Die Stadt Herborn würdigte seine Verdienste 1963 mit der Verleihung des Titels Stadtältester und 1973 mit der Verleihung der Ehrenbürgerschaft.